# (117381) Lindaweiland
(117381) Lindaweiland (2004 YU) – planetoida z pasa głównego asteroid okrążająca Słońce w ciągu 4,83 lat w średniej odległości 2,86 j.a. Odkryta 18 grudnia 2004 roku.